# 윔피 키드 (영화)
《윔피 키드》(영어: Diary of a Wimpy Kid)는 2010년 개봉한 미국의 코미디 영화이다.
후속작은 《윔피 키드 2》(2011)이다.

## 출연
- 재커리 고든 - 그레그 헤플리 역
- 로버트 캐프런 - 라울리 제퍼슨 역
- 레이철 해리스 - 수전 헤플리 역
- 스티브 잔 - 프랭크 헤플리 역
- 데번 보스틱 - 로드릭 헤플리 역
- 클로이 그레이스 머레츠 - 앤지 스테드먼 역
- 그레이슨 러셀 - 프레글리 역
- 레인 맥닐 - 패티 패럴 역
- 카런 브라 - 치라그 굽타 역
- 앨릭스 페리스 - 콜린 리 역
- 앤드루 맥니 - 멀론 코치 역
- 벨리타 모레노 - 노턴 부인 역
- 롭 러벨 - 윈스키 씨 역